# 27004 Violetaparra
27004 Violetaparra è un asteroide della fascia principale. Scoperto nel 1998, presenta un'orbita caratterizzata da un semiasse maggiore pari a 3,0183712 au e da un'eccentricità di 0,0828444, inclinata di 9,32717° rispetto all'eclittica.
Appartiene alla famiglia di asteroidi Eos.
L'asteroide è dedicato alla cantautrice cilena Violeta Parra.